# Jens Juel (lensbaron)
Pour les articles homonymes, voir Jens Juel (homonymie).
Jens lensbaron Juel til Juellinge (né le 15 juillet 1631 Thy au nord-ouest du Jutland, et décédé le 23 mai 1700 à Copenhague) est un diplomate , homme politique et propriétaire foncier danois.
Fils d'Erik Juel til Hundsbæk og Alsted (1591-1657) - membre du conseil national - et de Sophie Clausdatter Sehested (1594-1658), il a pour frère l'amiral Niels Juel.

## Distinctions
- Chevalier de l'ordre de Dannebrog